# مورای داوی
مورای داوی (انگلیسی: Murray Dowey؛ زادهٔ ۳ ژانویهٔ ۱۹۲۶) ورزشکار هاکی روی یخ اهل کانادا بود.
وی در مسابقات کشوری و بین‌المللی در مجموع برندهٔ ۱ مدال طلا شده‌است.

## مرگ
مورای سالهای آخر عمرش را در خانه سالمندان گذراند و در تاریخ ۲۶ مه ۲۰۲۱ در تورنتو، انتاریو در سن ۹۵ سالگی درگذشت.
او آخرین عضو باقیمانده تیم المپیک فلایرز در ۱۹۴۸ بود.